# 亚美尼亚山地共和国
亚美尼亚山地共和国（羅馬化：Leřnahayastani Hanrapetut'yun），简称山地亚美尼亚（Լեռնահայաստան，Leřnahayastan），也被称作休尼克自治共和国、山地亞美尼亞共和國，是于1921年在南高加索存在的一个短命国家。

## 前史

### 第一次世界大战后
第一次世界大战结束后，盟国签署了《塞夫尔条约》，并在巴黎的和平谈判中最初承诺惩罚青年土耳其党，并将奥斯曼帝国东部部分省份划归新生的亚美尼亚共和国。然而，盟国随后将重心转向与德国及其他欧洲同盟国签订和平条约。在近东问题上，主要西方列强——英国、法国、意大利和美国——在各自势力范围的划分上存在利益冲突。尽管盟国之间内部纷争不断，美国仍不愿接受对亚美尼亚的委任统治。
与此同时，新成立的俄罗斯苏维埃联邦社会主义共和国和土耳其国民运动都将目光投向了包括亚美尼亚在内的高加索地区。布尔什维克同情土耳其國民運動，因为两者都反对西方列强（布尔什维克称之为“西方帝国主义”）。苏联政府与土耳其民族主义者结盟，向其提供黄金和武器。这一联盟对亚美尼亚人来说是灾难性的，最终导致亚美尼亚人所称的“西亚美尼亚”被入侵部队占领。

### 苏维埃化

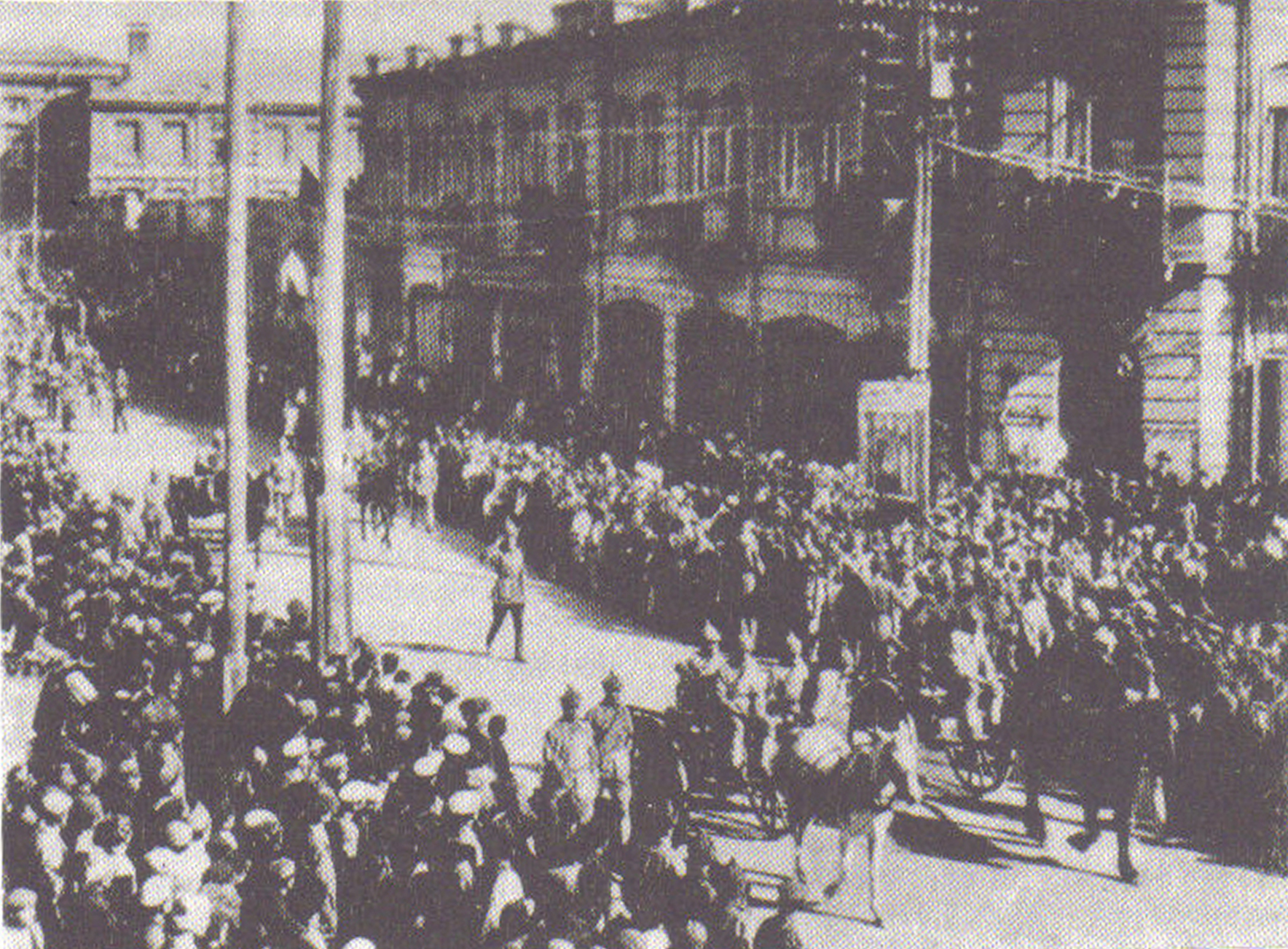
苏联红军入侵埃里温（1920年）

1920年11月29日，苏联红军第11军对亚美尼亚民主共和国的进攻开始。12月2日，在葉里溫，亚美尼亚屈服于苏联授予全权代表权力的鲍里斯·莱格兰德的最后通牒。亚美尼亚同意成为苏联加盟共和国，苏联承诺提供给亚美尼亚对土耳其军队入侵的保护。苏联承诺重整军队以保护亚美尼亚及不迫害非共产党人，尽管最后因达什纳克被驱逐出国导致此项条约最终失效。此外，苏联政府提出亚美尼亚割让纳戈尔诺-卡拉巴赫和休尼克给苏维埃阿塞拜疆。这一提案遭到了加列津·恩贾德的强烈反对，并宣布从1920年12月起，休尼克为一个独立的自治地区。1921年1月，Drastamat Kanayan向恩贾德发了一份电报，提议联手解决亚美尼亚的领土问题。恩贾德作为一个有远见的政治家，他并未离开休尼克，并继续他反对红军和苏维埃阿塞拜疆的战斗。

## 独立

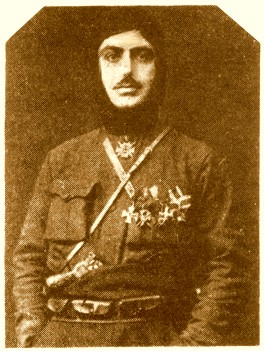
加列津·恩贾德是亚美尼亚反苏维埃运动的领导人（1919年）

山地亚美尼亚共和国的标志，也是亚美尼亚早期的非正式国徽

1921年2月18日，达什纳克斯在埃里温反苏维埃起义，夺取政权。在达什纳克的带领下，控制了埃里温地区42天，但在同年4月被在数量上有优势的苏联红军击败。失败后，叛乱的领导人往休尼克地区撤退。
1921年4月26日，第二届泛-赞格组里安（Pan-Zangezurian）大会在塔特夫修道院举办，会议宣布瓦約茨佐爾（Daralakyaz）、赞格祖尔（Zangezur）与阿尔察赫山区（Mountainous Artsakh）成为独立的自治区，名称是亚美尼亚山地共和国，1921年6月1日，它被更名为亚美尼亚共和国。

## 政治
戈里斯成为这个未被承认的国家的首都，加列津·恩贾德被选为总理兼国防部长。之后的7月，西蒙·弗拉特相就任总理，同时恩贾德成为州长兼总指挥。
1921年4月至7月间，苏联红军在该地区进行了大规模军事行动，意图攻克休尼克北部和东部。与红军经过数月的激战后，亚美尼亚山地共和国于1921年7月投降，苏联承诺其继续作为亚美尼亚苏维埃山区的一部分。由于输了这场战斗，加列津·恩贾德与他的士兵，以及许多亚美尼亚著名的知识份子，其中包括亞美尼亞民主共和國的领导人，不得不越过边界进入邻国波斯的大不里士城。